# Dig It (The Beatles)
Dig It è un brano dei Beatles, pubblicato sul loro ultimo album in studio, Let It Be. È uno dei pochi brani accreditati a tutti i componenti del gruppo (gli altri sono Flying, Suzy Parker, 12-Bar Original, Los Paranoias e la versione dei Beatles di Free as a Bird). Il brano, come anche Maggie Mae, è presente nell'album Let It Be, ma non in Let It Be... Naked.

## Struttura
Costituisce il frammento di una lunga jam session basata sui tre accordi di un giro armonico classico e in cui Lennon improvvisa il testo accostando insieme libere associazioni di idee.
Registrata in due date, l'incisione del 24 gennaio 1969, pesantemente elettrificata, venne messa da parte e di essa giunge a noi solo la vocina infantile di John che annuncia: «That was Can You Dig It, by Georgie Wood. And now we'd like to do Hark the Angels Come» (“Questa era Can You Dig It, di Georgie Wood. Adesso vorremmo suonare Hark the Angels Come”), parole montate in coda per collegare il pezzo alla successiva Let It Be e che inconsapevolmente richiamano l'ispirazione compositiva della traccia che segue.
Fra i vocalizzi di sottofondo registrati due giorni dopo e a cui collabora anche Heather, la figlia di sei anni di Linda Eastman, sull'onda di un omaggio di Lennon nei confronti di Bob Dylan (Like a Rolling Stone) si colgono in primo piano alcuni acronimi e nomi snocciolati senza alcun legame logico: FBI, CIA, BBC, B.B. King, Doris Day e Matt Busby, storico allenatore del Manchester United dal 1945.

## Formazione
- John Lennon: Voce
- Paul McCartney: Pianoforte
- George Harrison: Chitarra solista
- Ringo Starr: Batteria
- Billy Preston: Organo[1]